# Margaret Scriven
Margaret (Peggy) Scriven (Leeds, 17 augustus 1912 – 25 januari 2001, Haslemere) was een tennisspeelster uit Groot-Brittannië.
Op zeventienjarige leeftijd werd ze Brits juniorenkampioen.
Zij is een van de zes Britse vrouwelijke tennisspeelsters die Roland Garros, destijds Internationaux de France genaamd, heeft gewonnen. Ze was de eerste in 1933 en 1934. Mede hiervoor werd ze opgenomen in de Tennis Hall of Fame. Ook in het dubbelspel en gemengddubbelspel was Scriven succesvol op Roland Garros.